# Madonna col Bambino dormiente (Orazio Gentileschi)
La Madonna col Bambino dormiente è un dipinto a olio su rame di Orazio Gentileschi datato 1621-1624 circa e conservato ai Musei di Strada Nuova a Genova.

## Storia
Secondo quanto riportato da fonti storiche, Orazio Gentileschi arrivò a Genova nel 1621 su invito di un nobile locale, Giovanni Antonio Sauli. Quest'ultimo aveva conosciuto il pittore durante una missione genovese a Roma per omaggiare il nuovo pontefice Gregorio XV, insediatosi il 9 febbraio di quello stesso anno. Durante il suo soggiorno a Genova, che durò fino al 1624, Gentileschi realizzò diverse opere commissionate dall'aristocratico, tra cui una "Maddalena penitente", un "Loth che con le figlie fugge l’incendio della propria patria", e una "Danae con Giove in pioggia d’oro".
Il piccolo rame conservato a Palazzo Rosso potrebbe essere identificato proprio come una delle opere dipinte da Gentileschi per il suo mecenate genovese: la provenienza dalla famiglia Sauli è infatti documentata da una nota autografa della Duchessa di Galliera sul pannello di fondo della cornice. Questa annotazione riporta: "Questo quadro mi è stato regalato oggi 18 aprile 1867 dalla mia cara nipote Maria Sauli, in memoria della defunta madre di essa, mia amatissima cognata Marina De Ferrari Sauli, mancata a vivi il 18 marzo di quest'anno. Brignole De Ferrari di Galliera".
Essendo chiaramente un oggetto di devozione personale, sia per dimensioni che per soggetto, il dipinto non fu incluso nella donazione di Palazzo Rosso del 1874, ma fu aggiunto alle collezioni solo nel 1889 attraverso il lascito testamentario di Maria Brignole-Sale. Originariamente era conservato nelle "stanze riservate" dei Brignole-Sale, dedicate unicamente ai ricordi personali della famiglia e non accessibili al pubblico.

## Descrizione e stile
La composizione del dipinto richiama, in scala ridotta, il Riposo dalla fuga in Egitto esposto al City Museum and Art Gallery di Birmingham. La critica ha ricollegato l’opera all’identico rame conservato alla Burghley House a Stamford rimarcando le somiglianze stilistiche con la "Madonna con Bambino" già Contini-Bonaccossi, oggi al Fogg Art Museum. Le similitudini sono particolarmente evidenti nell’anatomia del bambino e nella capigliatura della Vergine.
In anni più recenti gli studi si sono concentrati su una lettera inviata da Orazio a Gio. Antonio Sauli del 1636 che menziona un "quadro della Vergine che feci per V[ostra]. S[ignoria]". Data la documentazione si è ipotizzando che esistessero due versioni del dipinto: la prima, quella di Burghley House, realizzata a Genova intorno al 1624, e quella di Palazzo Rosso, che sarebbe una replica data "in contro a cambio" all'aristocratico genovese e dipinta da Gentileschi a Londra circa dieci anni dopo.